# SN 1997B
SN 1997B – supernowa typu Ic odkryta 13 stycznia 1997 roku w galaktyce IC 438. W momencie odkrycia miała maksymalną jasność 16,50m.